# Mistrzostwa Europy w Wioślarstwie Kobiet 1955
45. Mistrzostwa Europy w Wioślarstwie (kobiet) odbyły się w dniach 4–7 sierpnia 1955 r. w rumuńskim Bukareszcie. Zgodnie z programem mistrzostw rozegrano 5 konkurencji wioślarskich (wyłącznie dla kobiet). Zawodniczki rywalizowały na położonym ok. 25–30 km na północ od Bukaresztu jeziorze Snagov. 
Organizację oddzielnych Mistrzostw Europy w Wioślarstwie Mężczyzn 1955 przejęła belgijska Gandawa. 

## Medalistki
| Konkurencja                           | Złoto | Srebro | Brąz | Źródło      |
| ------------------------------------- | --- | --- | --- | ----------- |
| W1x (jedynka)                         | Roza Czumakowa | Eva Sika | Kornélia Pap | [ 1 ]       |
| W2x (dwójka podwójna)                 | ZSRR Nina Opalenko · Jekatierina Ziemlanska | Rumunia Erzsébet György · Edith Schwartz | Czechosłowacja Světla Bartáková · Hana Musilová | [ 2 ]       |
| W4x+ (czwórka podwójna ze sternikiem) | ZSRR Jewgienija Cerbakowa · Lidija Zontowa · Galina Kopyłowa · Lubow Daniłowa · Wiktorija Dobrodiejewa (sternik)                                                                          | Rumunia Stela Stanciu · Florica Bruteanu · Maria Bucur-Maimon · Maria Laub · Ștefania Gurău (sternik)                                                                   | Węgry Andrásné Sólyom · Istvánné Granek · Józsefné Raskó · Ida Orodán · Ilona Skotniczky (sternik)                                                                           | [ 3 ]       |
| W4+ (czwórka ze sternikiem)           | ZSRR Olimpiada Michajłowa · Galina Putyrska · Ludmiła Błażko · Natalja Morozowa · Wiera Sawrimowicz (sternik)                                                                             | Rumunia Etelka Laub · Elza Oxenfeld · Ecaterina Erdös · Elisabeta Kormoș · Ștefania Gurău (sternik)                                                                     | Czechosłowacja Anna Javůrková · Eva Jindrová · Marta Brožová · Julia Suchá · Běluše Koluchová (sternik)                                                                      | [ 4 ]       |
| W8+ (ósemka)                          | ZSRR Ludmiła Matwiejewa · Wiera Taranda · Aleksandra Afonykina · Wiera Michajłowa · Nina Korobkowa · Zinaida Korotowa · Zinaida Trofimowa · Tamara Stolarowa · Marija Fomiczewa (sternik) | Rumunia Felicia Urziceanu · Márta Kardos · Sonia Bulugioiu · Rita Schob · Iulia Pogănel · Gizella Rostás · Emília Rigárd · Lucia Dumitrescu · Angela Codreanu (sternik) | Węgry Rózsi Albert · Jenőné Sárközi · Margit Horváth · Imréné Kemény · Piroska Vuchetich · Jánosné Szőke · Győzőné Lukachich · Istvánné Hambalgó · Antalné Benedek (sternik) | [ 5 ] [ 6 ] |

## Klasyfikacja medalowa
| Miejsce | Reprezentacja  | Złoto | Srebro | Brąz | Razem |
| ------- | -------------- | ----- | ------ | ---- | ----- |
| 1.      | ZSRR           | 5     | 0      | 0    | 5     |
| 2.      | Rumunia        | 0     | 4      | 0    | 4     |
| 3.      | Austria        | 0     | 1      | 0    | 1     |
| 4.      | Węgry          | 0     | 0      | 3    | 3     |
| 5.      | Czechosłowacja | 0     | 0      | 2    | 2     |
| Razem   | Razem          | 5     | 5      | 5    | 15    |